# Liste der Stolpersteine in Rehburg-Loccum
Die Liste der Stolpersteine in Rehburg-Loccum enthält alle Stolpersteine, die im Rahmen des gleichnamigen Projekts von Gunter Demnig in Rehburg-Loccum verlegt wurden. Mit ihnen soll Opfern des Nationalsozialismus gedacht werden, die in Rehburg-Loccum lebten und wirkten. Die ersten 13 Stolpersteine wurden am 4. Oktober 2014 verlegt, neun weitere am 27. November 2015 und sieben am 30. September 2016. Am 2. März 2018 verlegte Gunter Demnig vor dem Eingang der ehemaligen Synagoge in Rehburg in der Mühlentorstraße 7 eine Stolperschwelle.

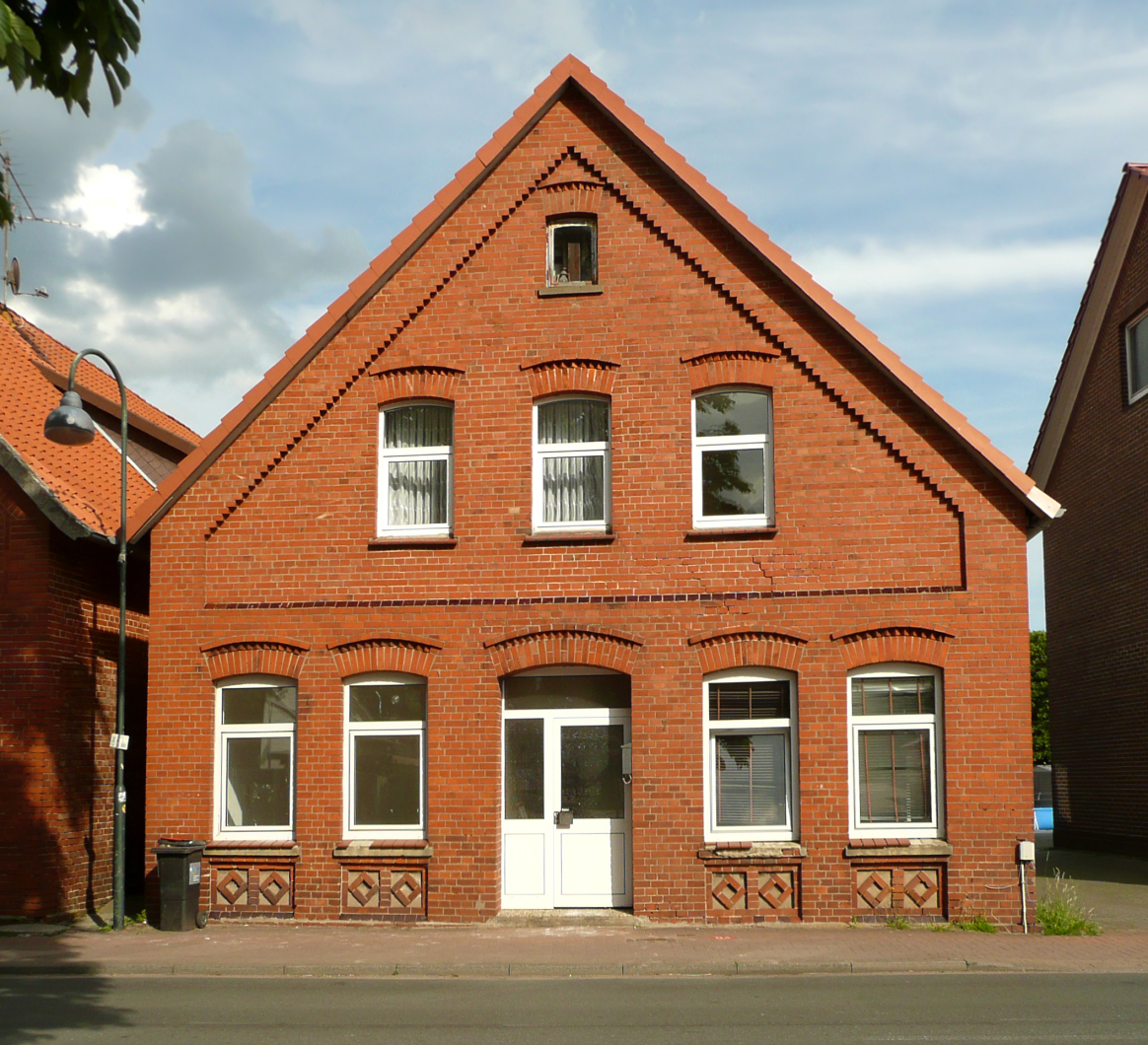
Ehemalige Synagoge in der Mühlentorstraße 7 in Rehburg
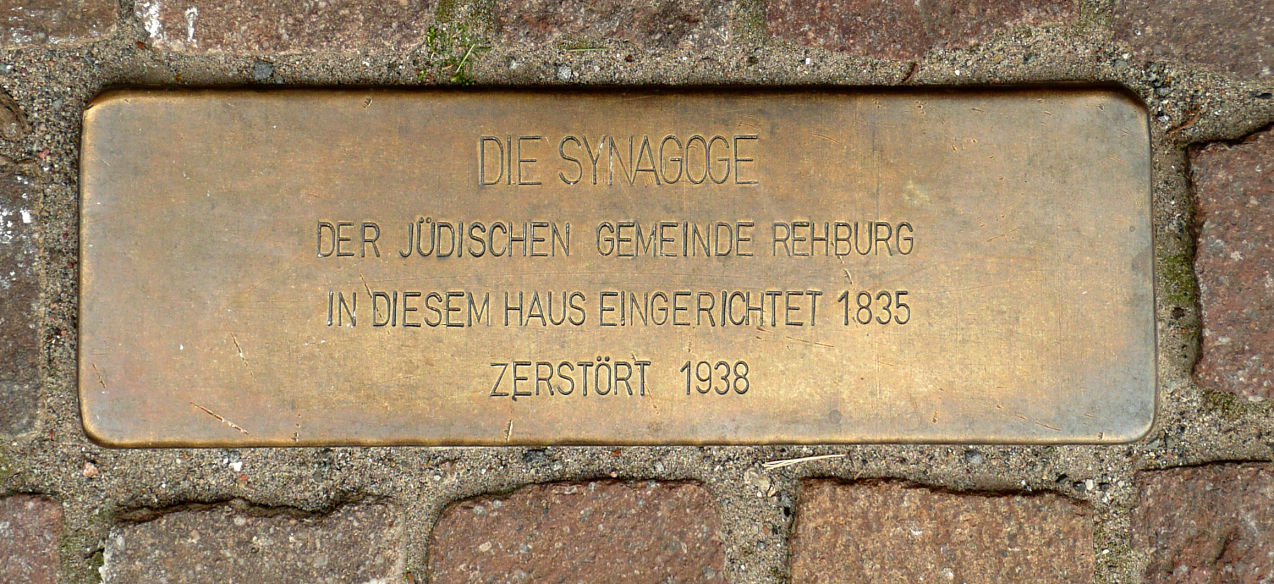
Stolperschwelle vor der ehemaligen Synagoge mit dem Text: DIE SYNAGOGE DER JÜDISCHEN GEMEINDE REHBURG IN DIESEM HAUS EINGERICHTET 1835 ZERSTÖRT 1938

## Verlegte Stolpersteine
| Adresse                                       | Stadtteil   | Verlege- datum | Person, Inschrift | Bild                                                                     | Anmerkung |
| --------------------------------------------- | ----------- | -------------- | --- | ------------------------------------------------------------------------ | --- |
| Alte Poststraße 13                            | Bad Rehburg | 4. Okt. 2014   | Hier wohnte Gerda Irmgard Freundlich Jg. 1933 deportiert 1942 Ghetto Warschau ermordet                                                                   | Stolperstein für Gerda Irmgard Freundlich                                | [ 3 ] |
| Alte Poststraße 13                            | Bad Rehburg | 4. Okt. 2014   | Hier wohnte Heinz Wolfgang Freundlich Jg. 1929 deportiert 1942 Ghetto Warschau ermordet                                                                  | Stolperstein für Heinz Wolfgang Freundlich                               | [ 4 ] |
| Alte Poststraße 13                            | Bad Rehburg | 4. Okt. 2014   | Hier wohnte Else Freundlich geb. Löwenstein Jg. 1894 deportiert 1942 Ghetto Warschau ermordet                                                            | Stolperstein für Else Freundlich                                         | [ 5 ] |
| Alte Poststraße 13                            | Bad Rehburg | 4. Okt. 2014   | Hier wohnte Kurt Freundlich Jg. 1927 deportiert 1942 Ghetto Warschau ermordet                                                                            | Stolperstein für Kurt Freundlich                                         | [ 6 ] |
| Alte Poststraße 13                            | Bad Rehburg | 4. Okt. 2014   | Hier wohnte Paula Freundlich Jg. 1925 Kindertransport 1939 England                                                                                       | Stolperstein für Paula Freundlich                                        | [ 7 ] |
| Alte Poststraße 13                            | Bad Rehburg | 4. Okt. 2014   | Hier wohnte Siegmund Freundlich Jg. 1890 deportiert 1942 Ghetto Warschau ermordet                                                                        | Stolperstein für Siegmund Freundlich                                     | [ 8 ] |
| Alte Poststraße 13                            | Bad Rehburg | 4. Okt. 2014   | Hier wohnte Ruth Ilse Freundlich Jg. 1937 deportiert 1942 Ghetto Warschau ermordet                                                                       | Stolperstein für Ruth Ilse Freundlich                                    | [ 9 ] |
| Alte Poststraße 13                            | Bad Rehburg | 4. Okt. 2014   | Hier wohnte Werner Freundlich Jg. 1922 deportiert 1942 Ghetto Warschau ermordet                                                                          | Stolperstein für Werner Freundlich                                       | [ 10 ] |
| Heidtorstraße 28                              | Rehburg     | 4. Okt. 2014   | Hier wohnte Frieda Schmidt geb. Löwenstein Jg 1898 deportiert 1945 Theresienstadt befreit/überlebt                                                       | Stolperstein Rehburg-Loccum Heidtorstraße 28 Frieda Schmidt              | Frieda Schmidt wurde am 20. Februar 1945 in das Konzentrationslager Theresienstadt deportiert und am 8. Mai 1945 befreit. Sie kam als einzige Überlebende nach Rehburg zurück und starb am 28. Oktober 1984 im Alter von 86 Jahren. |
| Mühlentorstraße 14                            | Rehburg     | 4. Okt. 2014   | Hier wohnte Emmy Goldschmidt Jg. 1869 deportiert 1942 Ghetto Warschau ermordet                                                                           | Stolperstein Rehburg-Loccum Mühlentorstraße 14 Emmy Goldschmidt          | [ 12 ] |
| Mühlentorstraße 14                            | Rehburg     | 4. Okt. 2014   | Hier wohnte Max Goldschmidt Jg. 1876 'Schutzhaft’ 1938 Buchenwald deportiert 1942 Ghetto Warschau ermordet                                               | Stolperstein Rehburg-Loccum Mühlentorstraße 14 Max Goldschmidt           | [ 13 ] |
| Mühlentorstraße 26                            | Rehburg     | 4. Okt. 2014   | Hier wohnte Jakob Löwenstein Jg. 1859 'Schutzhaft’ 1938 Buchenwald ermordet 26.11.1938                                                                   | Stolperstein Rehburg-Loccum Mühlentorstraße 26 Jakob Löwenstein          | [ 14 ] |
| Mühlentorstraße 26                            | Rehburg     | 4. Okt. 2014   | Hier wohnte Jeanette Löwenstein geb. Mayberg Jg. 1855 deportiert 1942 Theresienstadt ermordet 14.10.1942                                                 | Stolperstein Rehburg-Loccum Mühlentorstraße 26 Jeanette Löwenstein       | [ 15 ] |
| Mühlentorstraße 26                            | Rehburg     | 27. Nov. 2015  | Hier wohnte ERNA BIRKENRUTH geb. Löwenstein Jg. 1896 deportiert 1942 Ghetto Warschau ermordet                                                            | Stolperstein Rehburg-Loccum Mühlentorstraße 26 Erna Birkenruth           | [ 16 ] |
| Mühlentorstraße 26                            | Rehburg     | 27. Nov. 2015  | Hier wohnte ALFRED BIRKENRUTH Jg. 1894 ‘Schutzhaft’ 1938 Buchenwald deportiert 1942 Ghetto Warschau ermordet                                             | Stolperstein Rehburg-Loccum Mühlentorstraße 26 Alfred Birkenruth         | [ 17 ] |
| Mühlentorstraße 26                            | Rehburg     | 27. Nov. 2015  | Hier wohnte HANS Siegfried BIRKENRUTH Jg. 1923 deportiert 1942 Ghetto Warschau ermordet                                                                  | Stolperstein Rehburg-Loccum Mühlentorstraße 26 Hans Siegfried Birkenruth | [ 18 ] |
| Mühlentorstraße 26                            | Rehburg     | 27. Nov. 2015  | Hier wohnte WALTER BIRKENRUTH Jg. 1929 deportiert 1942 Ghetto Warschau ermordet                                                                          | Stolperstein Rehburg-Loccum Mühlentorstraße 26 Walter Birkenruth         | [ 19 ] |
| Mühlentorstraße 25                            | Rehburg     | 27. Nov. 2015  | Hier wohnte SALOMON HAMMERSCHLAG Jg. 1868 Flucht 1938 Argentinien                                                                                        | Stolperstein Rehburg-Loccum Mühlentorstraße 25 Salomon Hammerschlag      | [ 20 ] |
| Mühlentorstraße 25                            | Rehburg     | 27. Nov. 2015  | Hier wohnte SELMA HAMMERSCHLAG Jg. 1903 Flucht 1938 Argentinien                                                                                          | Stolperstein Rehburg-Loccum Mühlentorstraße 25 Selma Hammerschlag        | [ 21 ] |
| Mühlentorstraße 25                            | Rehburg     | 27. Nov. 2015  | Hier wohnte JULIUS HAMMERSCHLAG Jg. 1908 Flucht 1938 Argentinien                                                                                         | Stolperstein Rehburg-Loccum Mühlentorstraße 25 Julius Hammerschlag       | [ 22 ] |
| Mühlentorstraße 25                            | Rehburg     | 27. Nov. 2015  | Hier wohnte BETTY HAMMERSCHLAG geb. Wertheim Jg. 1912 Flucht 1938 Argentinien                                                                            | Stolperstein Rehburg-Loccum Mühlentorstraße 25 Betty Hammerschlag        | [ 23 ] |
| Bürgersteig gegenüber der Mardorfer Straße 25 | Rehburg     | 27. Nov. 2015  | Mardorfer Straße 25 wohnte HEINRICH DÖKEL Jg 1879 eingewiesen 11.2.1941 Heilanstalt Wunstorf ‘verlegt’ 1.8.1941 Heilanstalt Eichberg ermordet 18.11.1941 | Stolperstein für Heinrich Dökel                                          | [ 24 ] |
| Mühlentorstraße 7                             | Rehburg     | 30. Sep. 2016  | Hier wohnte ANNA STERN geb. Blumenthal Jg. 1905 deportiert 1942 Auschwitz ...                                                                            | Stolperstein Rehburg-Loccum Mühlentorstraße 7 Anna Stern                 | [ 25 ] |
| Mühlentorstraße 7                             | Rehburg     | 30. Sep. 2016  | Hier wohnte SIGMON STERN Jg. 1878 ‘Schutzhaft’ 1938 Buchenwald deportiert 1942 Auschwitz ...                                                             | Stolperstein Rehburg-Loccum Mühlentorstraße 7 Simon Stern                | [ 26 ] |
| Mühlentorstraße 40                            | Rehburg     | 30. Sep. 2016  | Hier wohnte SELMA LÖWENBERG geb. Adler Jg. 1883 deportiert 1941 Minsk ermordet 28.7.1942                                                                 | Stolperstein Rehburg-Loccum Mühlentorstraße 40 Selma Löwenberg           | [ 27 ] |
| Mühlentorstraße 40                            | Rehburg     | 30. Sep. 2016  | Hier wohnte JULIUS LÖWENBERG Jg. 1874 ‘Schutzhaft’ 1938 Buchenwald deportiert 1941 Minsk ermordet 28.7.1942                                              | Stolperstein Rehburg-Loccum Mühlentorstraße 40 Julius Löwenberg          | [ 28 ] |
| Mühlentorstraße 40                            | Rehburg     | 30. Sep. 2016  | Hier wohnte FRIEDA LÖWENBERG geb. Leeser Jg. 1907 Flucht 1939 England 1944 Bolivien                                                                      | Stolperstein Rehburg-Loccum Mühlentorstraße 40 Frieda Löwenberg          | [ 29 ] |
| Mühlentorstraße 40                            | Rehburg     | 30. Sep. 2016  | Hier wohnte GERTRUD LÖWENBERG verh. Gertrude Tenbosch Jg. 1911 Flucht 1939 England                                                                       | Stolperstein Rehburg-Loccum Mühlentorstraße 40 Gertrud Löwenberg         | [ 30 ] |
| Mühlentorstraße 14                            | Rehburg     | 30. Sep. 2016  | Hier wohnte Hermann LEVY Jg. 1879 ‘Schutzhaft’ 1938 Buchenwald Flucht 1938 USA                                                                           | Stolperstein Rehburg-Loccum Mühlentorstraße 14 Hermann Levy              | [ 31 ] |